# Assibilatie
Assibilatie of assibilering is in de spraak het verschijnsel dat de articulatie van een plosief, zoals /p/ of /t/, verandert in die van een affricaat of sibilant, zoals /s/ of /z/. , dat oorspronkelijk (in het Latijn) met een t aan het eind werd uitgesproken.
Het betreffende verschijnsel doet zich bijvoorbeeld voor in de uitspraak van het woord assibilatie zelf. Het klassiek Latijnse tio werd uitgesproken als [tio] (bijvoorbeeld in assibilatio, uitgesproken als [asːibilatio] en attentio [atːentio]. In het vulgair Latijn werd tio geassibileerd tot [tsio], een stadium dat we nog steeds kunnen zien in het Italiaans: attenzione. Lenitie zorgde voor de Franse uitspraak [sjɔ̃].
Assibilatie volgt vaak op palatalisatie, doordat de tegen het harde verhemelte geheven tong van nature geneigd is een meer ontspannen positie aan te nemen. Het verschijnsel wordt daarom door sommige taalkundigen ook wel als "depalatalisatie" of "depalatalisering" aangeduid, of - ten onrechte - als een deel van de palatalisering zelf gezien. 
Als gevolg van velaire palatalisatie, gevolgd door assibilatie, zijn in het moderne Frans  reeksen woorden  als cire ([tsirə]) en cent ([tsɛnt]) ontstaan. Deze begonnen in het klassiek Latijn allemaal met een velare plosief ofwel k-klank.   

## Verwante begrippen
Assibilatie is (net als bijvoorbeeld palatalisatie van velaren) een van de vele vormen van lenitie ofwel mouillering.
Assibilatie is niet helemaal hetzelfde als spirantisatie. Bij deze andere vorm van plosiefverzachting wordt niet alleen de occlusie minder, maar wordt de betreffende klank vaak ook sonoorder. Het resultaat kan dan ook een labiaal zijn, zoals v. 